# 금강회 사건
금강회 사건은 1978년 '곰나루'라는 학생 서클을 개편하여 11명의 학생으로 1981년 결성돼 <역사란 무엇인가>,<농촌 경제학> 등의 서적을 탐독과 토론을 하면서 의식화 활동을 펴온 학생 서클로서 1981년 8월 공주대 사범대에서 소요 사건을 일으켰다.